# Kommunisták Magyarországi Pártja
A Kommunisták Magyarországi Pártja (KMP) volt az első magyarországi leninista kommunista párt.

## Története

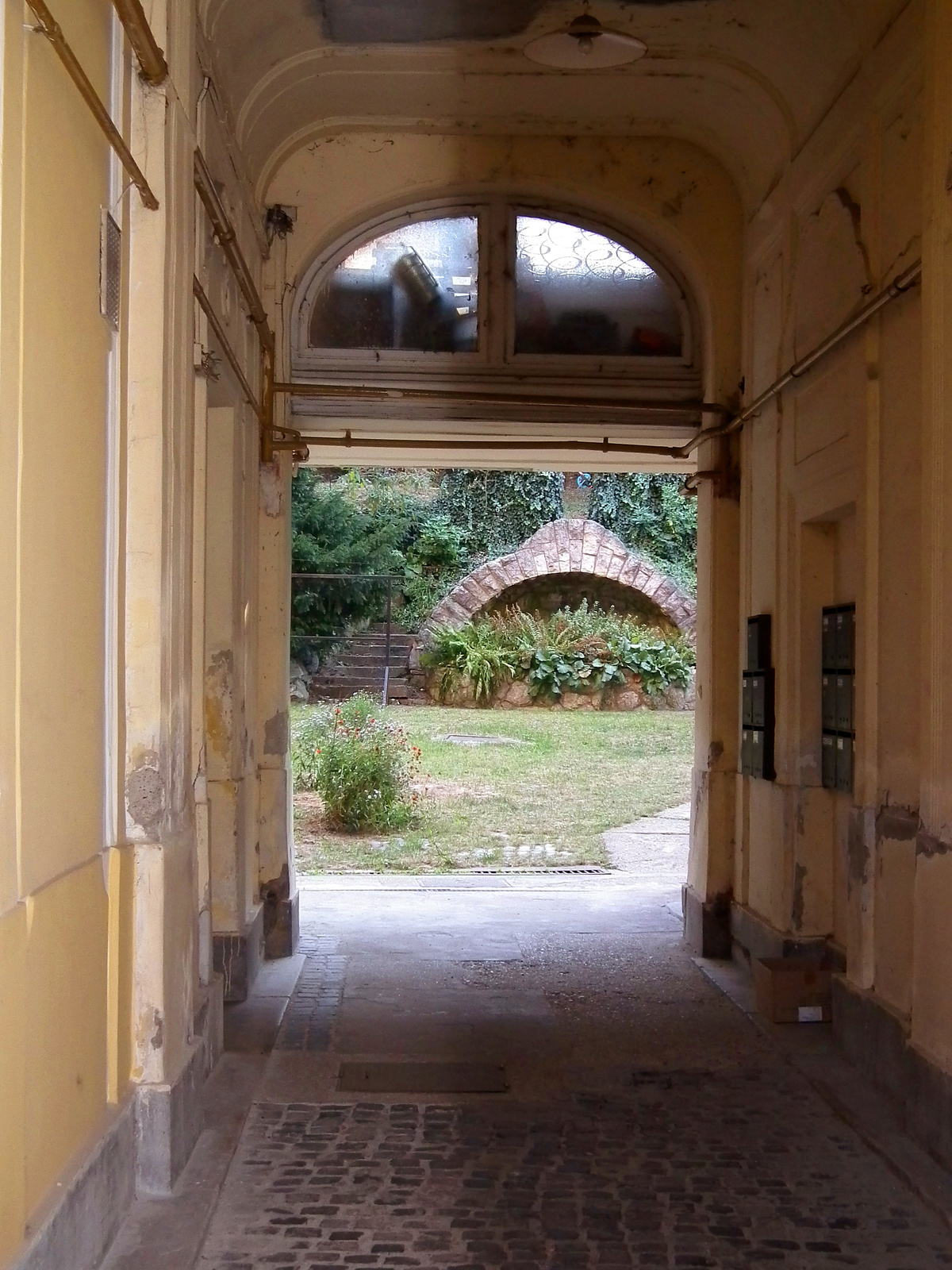
Budapest XII, Városmajor utca 42. Itt alakult meg a KMP

A Kommunisták Magyarországi Pártja 1918. november 24-én alakult meg a  XII. kerületi Városmajor utca 42. számú ház földszintjén Kelen József mérnök lakásában. Egy hét múlva a párt központja a XIII. kerületi Visegrádi utca 15. számú házba költözött. Ott 1918. december 1-jétől 1919. március 21-éig működött, ahol egy ideig a Vörös Újság szerkesztősége is helyet kapott.

### Az alapítóülés
Kun Béláné az alapító ülésről így írt:
"Ott voltam a párt alapító gyűlésén: Ahogyan emlékszem, két fő kérdés volt napirenden: a párt megalapítása és az újság kiadása. Az alapító ülés Kelen József mérnök - Korvin Ottó bátyja - lakásán volt. A kommunistákkal akkor már rokonszenvező Kelen József és felesége átadták lakásuk kulcsát, ők elmentek hazulról. Az ülés befejezése után a kulcsokat, jól emlékszem, Korvin Ottó vette magához, hogy visszaadja a házigazdának.
Harminc-negyven ember volt ezen az ülésen. Sok munkás a szociáldemokrata pártból: Chlepkó Ede, Hikádé Aladár, Jancsik Ferenc, Szaton Rezső, Pór Ernő, Kellner Sándor, Seidler Ernő, László Jenő, Szántó Béla, Fiedler Rezső, Lékai János, Mosolygó Antal, Feczkó Árpád, Matuzsán Béla, Vántus Károly, Rabinovits József és mások. A forradalmi szocialisták közül ott volt Korvin Ottó, Sipos Erzsi, Révai József, Sallai Imre és mások." 
A Kommunisták Magyarországi Pártjának első központi bizottsága:
| Kun Béla | Chlepkó Ede       | Fiedler Rezső | Hirossik János | Bokányi Dezső | Jancsik Ferenc | Korvin Ottó | László Jenő | Mikulik József |
| Pór Ernő | Rabinovits József | Rudas László  | Seidler Ernő   | Somló Dezső   | Szamuely Tibor | Szántó Béla | Vágó Béla   | Vántus Károly  |

### A Tanácsköztársaság
1919 februárjában a párt vezetőinek nagy részét letartóztatták, ennek ellenére tömegbefolyása folyamatosan növekedett. A Magyarországi Szociáldemokrata Párt (MSZDP), egyedül nem tudván úrrá lenni a kialakult politikai válságon, a gyűjtőfogházban lévő kommunista vezetők segítségét kérték. A két párt, vezetőik döntése nyomán, 1919. március 21-én egyesült, és kikiáltották a Magyar Tanácsköztársaságot. Az egyesült párt neve a júniusban megtartott kongresszuson először Magyarországi Szocialista Párt lett, de ezzel a kommunisták nem értettek egyet (Kun Béla szerint, ez nem fejezi ki, hogy a Kommunista Internacionáléhoz tartozik a Magyar Tanácsköztársaság), végül a közös név a Szocialista-Kommunista Munkások Magyarországi Pártja lett.

### Horthy-korszak
A Tanácsköztársaság bukását követő fehérterror idején a két párt szétvált, a KMP tagjainak jelentős része illegalitásba, emigrációba kényszerült. Nagyszámú pártaktivistát azonban letartóztattak. Az ebben az időszakban megalakuló Szovjetunió több hullámban ajánlott fel fogolycserét a magyar vezetésnek, amelyek során mintegy három év leforgása alatt kb. 400 kommunista aktivista került a Szovjetunióba. Ezek jelentős része az 1930-as sztálini terror áldozatává vált.
Az illegális KMP 1922-ben újjászerveződött, 1925-ben Magyarországi Szocialista Munkáspárt (MSZMP) fedőnéven legális pártot alapított, és Bécsben megtartotta I. kongresszusát. A párt ideológiájának középpontjában a proletárdiktatúra teljes megvalósítása állt, de a letartóztatások nem tették lehetővé a rendszerrel szemben való fellépést.
Az MSZMP-t 1928-ban betiltották, vezetőit bebörtönözték, kivégezték.
A KMP végül 1936-ra alakította ki ideológiai célját, a munkásegységre épülő antifasiszta ellenállás megszervezését. A II. világháborúig terjedő időszakban és a háború idején is vezető szerepet töltött be a fasizmus elleni küzdelemben.

### Békepárt
1943-ban névleg feloszlatta magát és Békepárt néven alakult újjá, amely a párt felvett, legális elnevezése volt, és 1944-ig volt használatban. Az új név felvételére azért került sor, hogy így a KMP védekezni tudjon az egyre szélesebb körű kommunista-ellenes akciókkal szemben és hatékonyabbá válhasson az antifasiszta egységfront szervezésében. A Békepárt rövidesen bekapcsolódott az antifasiszta erőket összefogó, fegyveres ellenállást szervező Magyar Front tevékenységébe. 1944 szeptemberében felvette a Kommunista Párt nevet.

### Újjászerveződés
A KMP 1944-ben a szovjetek ellenőrzése alatt tartott országrészeken visszanyerte legalitását, és Magyar Kommunista Párt (MKP) néven hirdette meg az ország háború utáni helyreállításának saját elképzelései szerinti programját.